# عزم مغناطيسي

خطوط المجال المغناطيسي حول مغناطيس ثنائي الأقطاب (أحمر) ، وهو صغير في وسط الشكل ويُرى من الجانب.

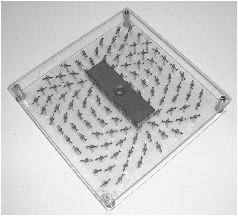
قضيب مغناطيس وتـرى توزيع خطوط المجال المغناطيسي بين قطبيه ،(يمكن إجراء هذه التجربة ببرادة الحديد على ورقة.

في الفيزياء والفلك والكيمياء، والهندسة الكهربائية، فإن مصطلح العزم المغناطيسي لنظام (مثل قضيب مغناطيسي أو ملف تيار كهربائي ، أو مغناطيسية الإلكترون أو النيوترون ، أو مغناطيسية جزئ كيميائي، أو مغناطيسية كوكب أو نجم) عادة ما يشير إلى عزم ثنائي القطب المغناطيسي، وهي مقياس لشدة المغناطيسية للنظام. ويؤثر العزم المغناطيسي على المواد المجاورة إذا كانت هي الأخرى مغناطيسية أو قابلة للتمغنط، وأشهر تلك المواد الحديد والكوبلت والنيكل.
إذا وضع جسم حديدي بجانب مغناطيس فإن الجسم يتأثر بالعزم المغناطيسي الخارج من المغناطيس، ويقل التـأثير المغناطيسي كلما زادت المسافة عن المغناطيس، وتتناسب تناسباً عكسياً مع مربع المسافة من المصدر المغناطيسي.
يسمي ثنائي القطب
Dipolar ، ولا يوجد قطب مغناطيسي منفرداً فأما أن يكون ثنائي أو رباعي quadrupolar أو متعدد الأقطاب multipole.

## تعريف
يعرف العزم المغناطيسي عموما لتوزيع تيار كهربائي بالمعادلة :
{\displaystyle {\vec {m}}={\frac {1}{2}}\int \mathrm {d} ^{3}r[{\vec {r}}\times {\vec {j}}({\vec {r}})]}
حيث j شدة التيار بالأمبير و r نصف قطر الحلقة الكهربية بالمتر.
وفي حالة مغناطيس في شكل حدوة الحصان يعرف العزم المغناطيسي في الفتحة بين القطبين بأنه حاصل ضرب الفيض المغناطيسي {\displaystyle \Phi } في المسافة {\displaystyle d} بين القطبين.
{\displaystyle m=\Phi \;d}
ويقاس العزم المغناطيسي في نظام وحدات SI-System ب
أمبير·متر2.
وإذا ضربنا تلك القيمة بالنفاذية المغناطيسية للفراغ حصلنا على وحدة العزم المغناطيسي بوحدة تسلا. متر3.

## أمثلة

### حلقة يمر فيها تيار
بالنسبة لحلقة نصف قطرها r يمر فيها تيار تنطبق المعادلة :
{\displaystyle {\vec {j}}\;\mathrm {d} ^{3}r=I\;\mathrm {d} {\vec {r}}}.
ومنها يمكن حساب العزم المغناطيسي:
{\displaystyle {\vec {m}}={\frac {I}{2}}\int _{C}({\vec {r}}\times \mathrm {d} {\vec {r}})=I\cdot {\vec {A}}=IA{\vec {e}}}.
حيث :
{\displaystyle A} مساحة الحلقة،
{\displaystyle I} شدة التيار.

### الملف الكهربائي
(أنظر الشكل أعلى الصفحة)
يزيد العزم المغناطيسي لملف بزيادة عدد الحلقات التي يمر فيا التيار الكهربي، فإذا كان عدد اللفات
{\displaystyle n},و شدة التيار {\displaystyle I}
و المساحة {\displaystyle A} نحصل على :
{\displaystyle {\vec {m}}=n\;I\;{\vec {A}}.}
وبمعرفة العزم المغناطيسي لثنائي مغناطيسي (مغناطيس مثلا) يمكننا حساب تأثير مجال مغناطيسي خارجي عليه ويسمى ذلك التأثير عزم الدوران المغناطيسي
{\displaystyle {\vec {M}}}
alsوهو حاصل الضرب :
{\displaystyle {\vec {M}}={\vec {m}}\times {\vec {B}}.}
حيث {\displaystyle {\vec {B}}} شدة المجال المغناطيسي.
بذلك يمكننا حساب عزم الدوران ل محرك كهربائي (أنظر تدفق مغناطيسي).

## العزم المغناطيسي للجسيمات والنواة الذرية
تتميز الأجسام الأولية والأنوية الذرية بأن لها عزم مغزلي {\displaystyle {\vec {s}}} سبين Spin ولذلك يتفاعل كل منها (مثل المغناطيس) في مجال مغناطيسي، حيث يقترن به عزم مغناطيسي ويرمز له {\displaystyle {\vec {\mu }}}
ولكن العزم المغناطيسي لتلك الجسيمات لا يمكن حسابها بالميكانيكا الكلاسيكية وعادة تعين قيمها بالتجربة. فإذا افترضنا جسيما أوليا ذو شحنة كهربية مقدارها {\displaystyle q} فتوجد علاقة بين العزم المغزلي والعزم المغناطيسي للجسيم، كالآتي:
{\displaystyle {\vec {\mu }}={\frac {q}{e}}\cdot {\frac {g\,\mu _{\mathrm {B} }}{\hbar }}{\vec {s}}}.
ويسمي {\displaystyle \mu _{B}} ماجنتون بور Bohrsche Magneton و
, {\displaystyle g} der معامل لاندي
و {\displaystyle {\frac {q}{e}}} شحنة الجسيم بوحدة الشحنة الأولية.
ولا نستخدم في المعادلة السابقة نظام وحدات SI لأنها وحدات كبيرة، ولكن وحدة جاوس وهي التي تستخدم في مجال الفيزياء الذرية و فيزياء الجسيمات الأولية (أنظر وحدة كهرومغناطيسية).
وبالنسبة إلى الأنوية الذرية فإن معامل العزم المغزلي يكتب عادة كنسبة تسمي نسبة مغناطيسية دورانية gyromagnetic ratio. وفي علم الفيزياء النووية فقد عُينت النسب المغناطيسية الدورانية لجميع النوكليدات وللإكترون وغيرهم بالطرق العملية، ونجح الفيزيائيون في حساب بعضها نظريا بدقة كاملة .
{\displaystyle \gamma ={\frac {g\,\mu _{B}}{\hbar }}}.

## النسبة الدورانية المغناطيسية للبروتون
النسبة الدورانية المغناطيسية للبروتون (بالإنجليزية : Proton magnetogyric ratio ) أو النسبة المغناطيسية الدورانية للبروتون (بالإنجليزية : proton gyromagnetic ratio ) ، يرمز لها γp ، عبارة عن ثابت أساسي فيزيائي . وقد أوصت لجنة بيانات العلوم والتكنولوجيا (CODATA) في عام 2006 بالقيمة :
γp = 2.675 222 099(70)×108 rad s−1T−1

## اقرأ أيضا
- مغناطيس
- عدد كم مغزلي
- مغنطون نووي
- مغنطون بور